# Alte Karten aus Japan

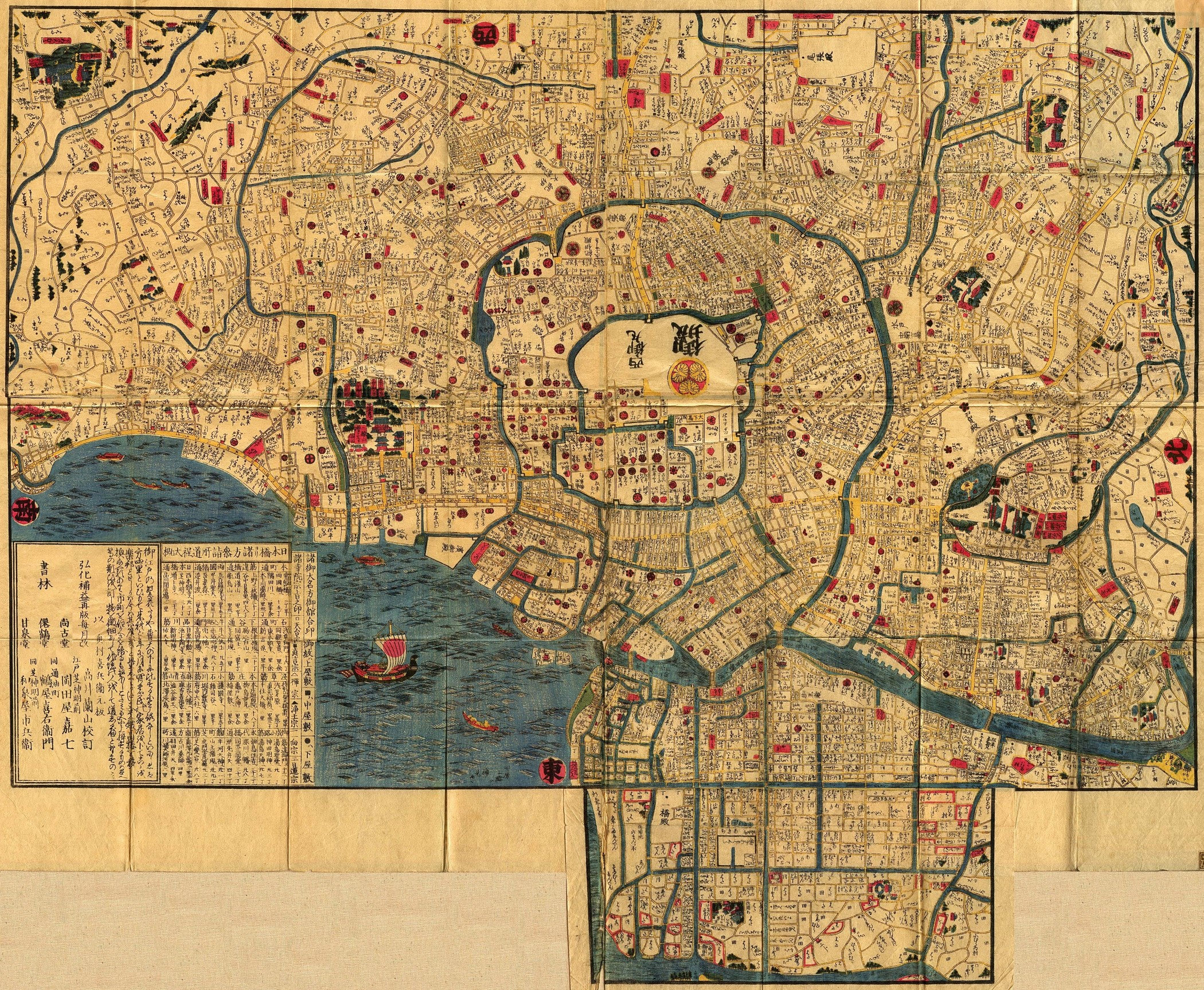
Edo-Karte von 1847 (Oben ist Westen)

Dieser Artikel behandelt alte Karten aus Japan von frühen bekannten Exemplaren bis in das 19. Jahrhundert.

## Karten-Typen

### Japan-Karten

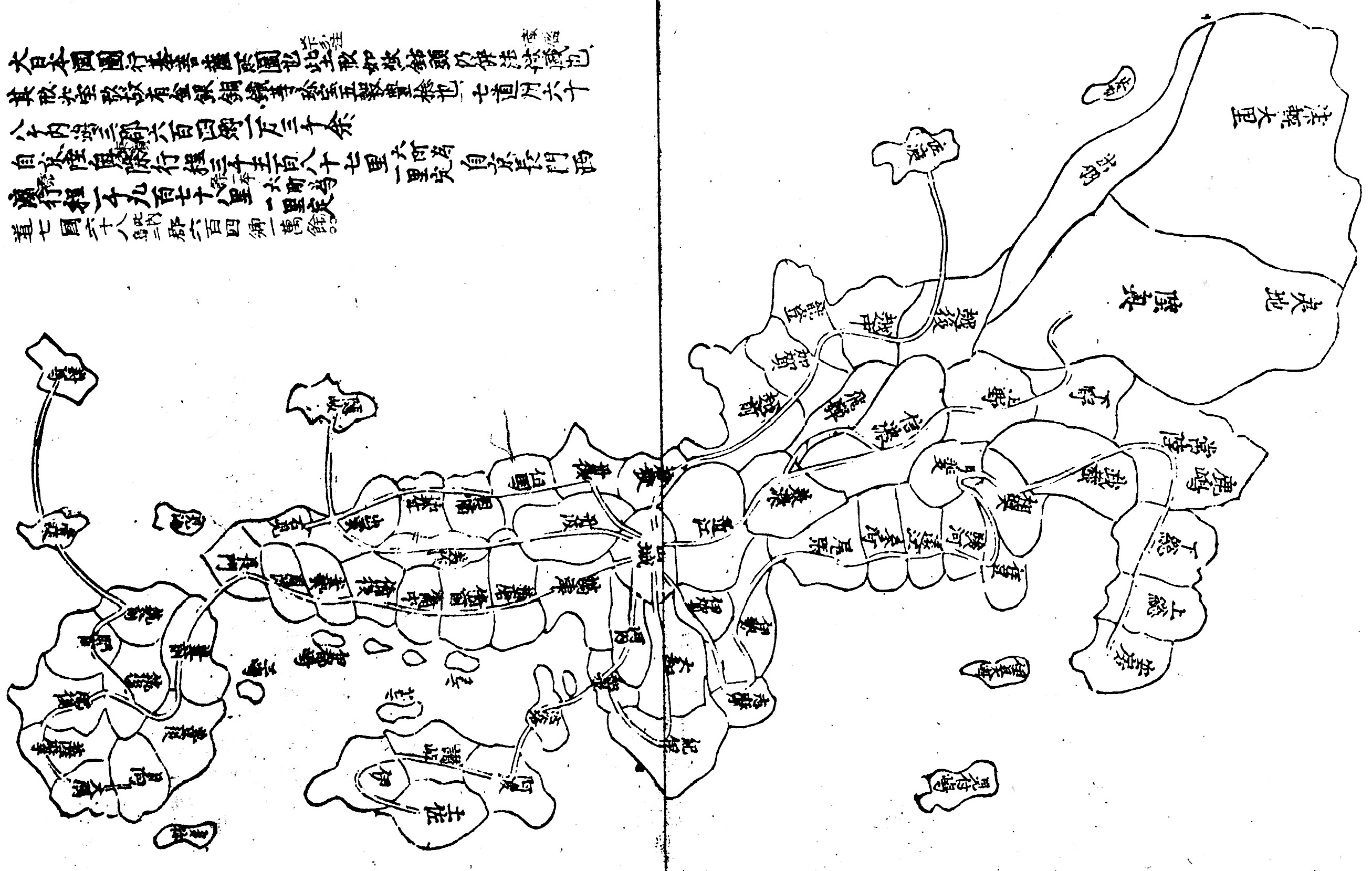
Gyōki-Karte

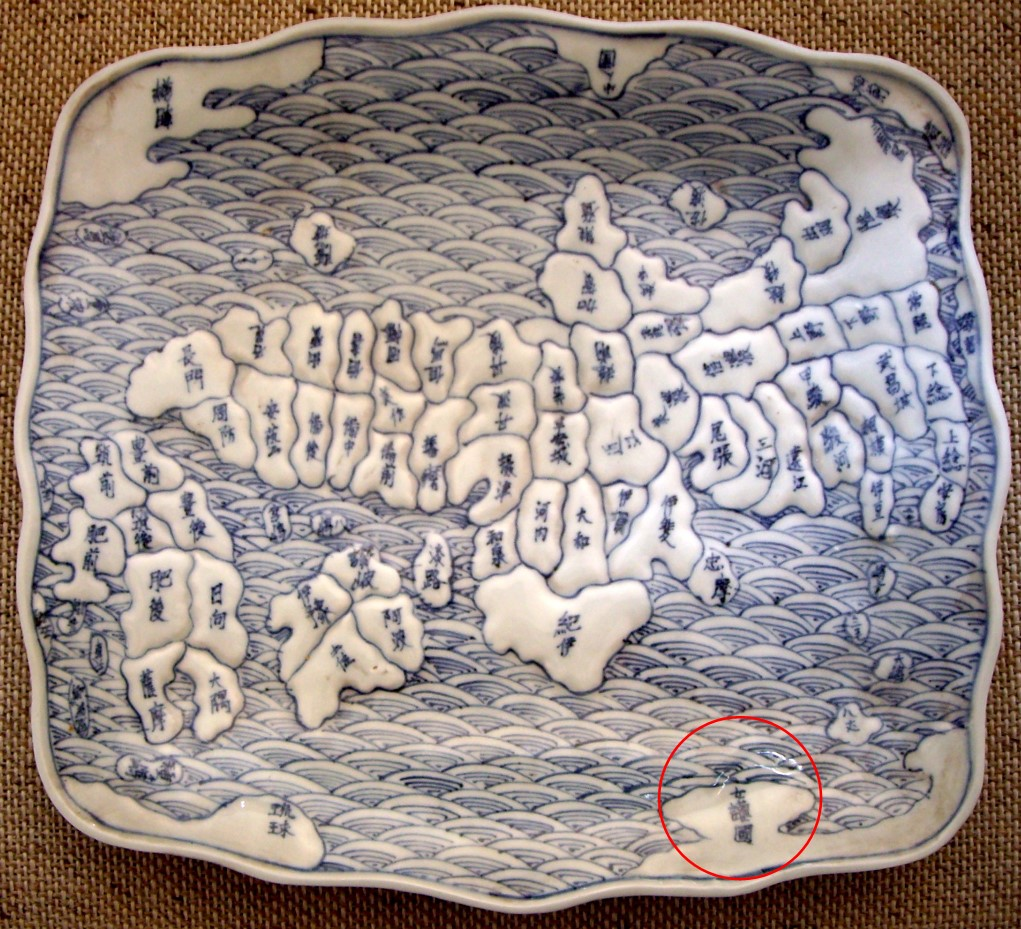
Teller mit Gyōki-Karte

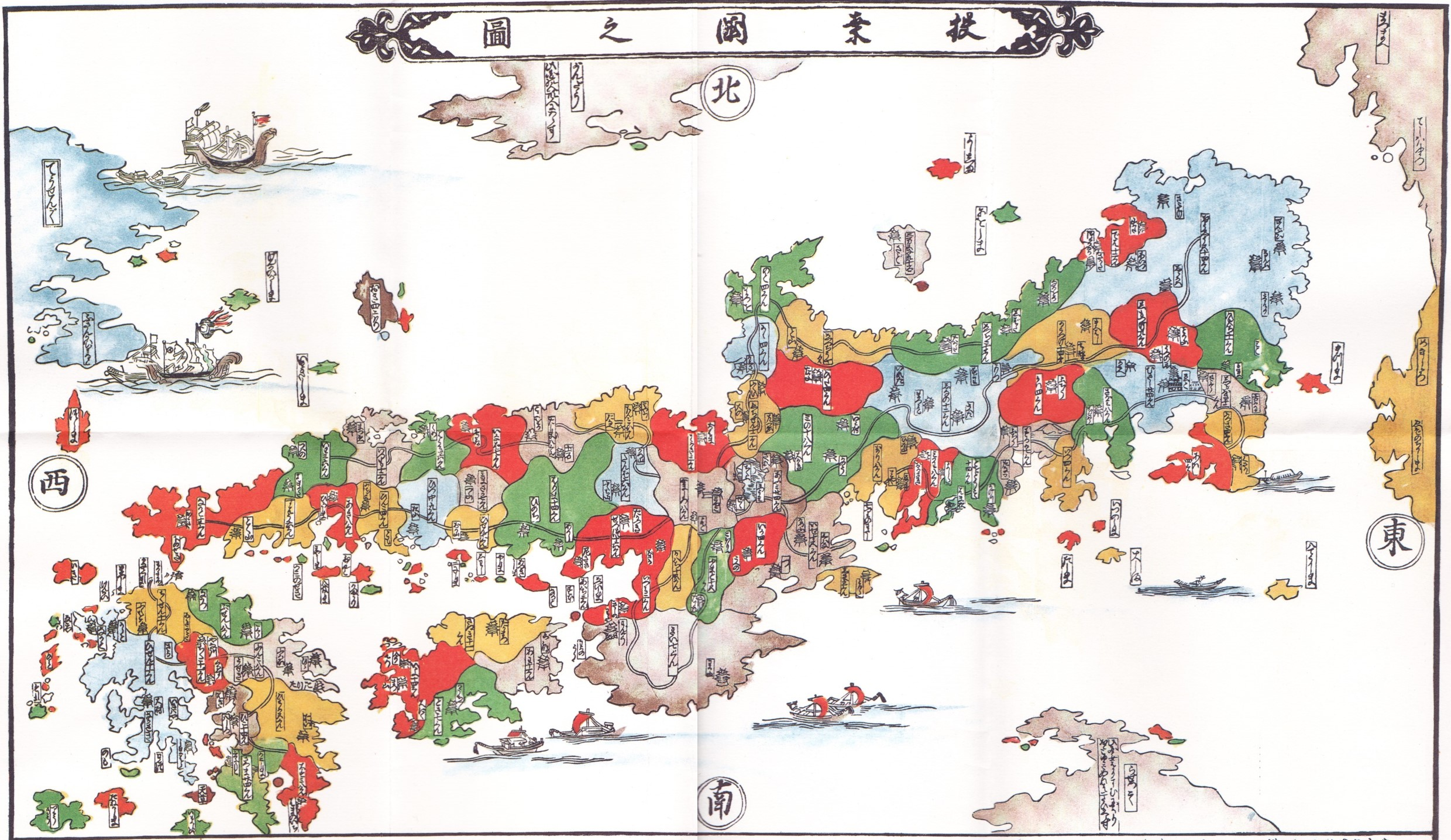
Japan 1666, handkoloriert

Als Japan in der Mitte des siebten Jahrhunderts begann, nach chinesischem Vorbild eine neue Regierungsstruktur aufzubauen, wurden auch Landkarten produziert, um die Kontrolle des Landes sicherzustellen. Die Tradition schreibt diese ersten Karten dem Mönch Gyōki (670–749) zu, der Kaiser Shōmu beriet. Karten aus seiner Hand sind nicht überliefert, und die, die seinen Namen tragen, zeigen nicht Heijō-kyō (Nara) als Zentrum Japans zu seinen Lebzeiten, sondern das spätere Heian-kyō (Kyōto) mit den von dort ausgehenden „Fünf Straßen“ als Mittelpunkt. Diese Gyōki-Karten zeigen die japanischen Provinzen, deren Anordnung und Zuschnitt über tausend Jahre durch alle politischen Veränderungen hindurch bis zur Neuordnung nach 1868 unverändert blieb.
Die früheste existierende Japan-Karte vom Gyōki-Typ ist eine Abschrift einer Karte aus dem Jahre 805. Sie wird im Shimogamo-Schrein in Kyōto aufbewahrt. Der Ninna-ji besitzt eine Karte aus dem Jahre 1305. Ein bekanntes Beispiel einer Gyōki-Karte findet sich im „Shūgaisho“. Die Gyōki-Karte blieb bis ins 19. Jahrhundert populär und findet sich als Dekoration auf Tellern.
In der Edo-Zeit wurden Japan-Karten mit mehr Einzelheiten produziert. Die Nakabayashi-Karte von 1666 trägt die Bezeichnung „Fusōkoku no zu“ (扶桑國之圖), wobei Fuzōkoku eine aus China übernommene Bezeichnung für Japan ist. Die Karte gibt zu jeder Provinz die Anzahl der Landkreise (郡. gun) an, oft auch Ortsnamen und Burg-Symbole. Unterhalb der Karte sind die Provinzen in der traditionellen Reihenfolge, mit den „Fünf Provinzen“ (um Kyoto) beginnend, aufgelistet. Für jede Provinz ist die Zahl der Einwohner angegeben, Provinz Musashi, z. B. mit 840.000 Einwohnern.
Die zunehmende Bedrohung des isolierten Japans durch Schiffe der westlichen Länder führte ab 1800 zu einer ersten Vermessung Japans mit Messinstrumenten nach europäischem Vorbild. Es war Inō Tadataka, der unermüdlich die ganzen Küsten ablief, um sie zu Fuß zu vermessen. Er erlebte die Fertigstellung der Druckausgaben nicht mehr, Siebold konnte eine Japankarte erwerben, die erste, die das Land topographisch richtig wiedergab. Da diese Karten der Landesverteidigung dienten und die Weitergabe streng verboten war, kam es zum Siebold-Zwischenfall.

### Reisekarten
In der Edo-Zeit intensivierten sich der Reiseverkehr zwischen dem Zentrum und der Peripherie. Geschäftsleute und Pilger waren unterwegs, da wurden die Straßen von Daimyō-Abordnungen, die im Rahmen des Sankin-kōtai-Anordnung nach Edo und dann wieder nach Hause zogen. Für Reisen durch das ganze Land kamen die „Unterwegs-Karten“ (道中絵図, dōchū-ezu) in Gebrauch, die Japan in sehr langgestreckter Form zeigen, um alle Orte an den Überlandstraßen unterzubringen. In Leporello-Art gefaltet waren diese Karten bequem zu nutzen.
Die abgebildete Karte „Großjapan-Karten mit Entfernungsangaben“ (大日本行程大絵図, Dainihon kōtei dai-ezu) aus dem Jahr 1857 hat ein Format von 27 × 204 cm. Sie ist im Mehrfarbendruck hergestellt, zeigt Straßen, Seerouten, Ortschaften, Burgen (in gelben Kartuschen mit Angaben zum Burgherren, seinem Einkommen, der Entfernung von Edo), Tempel, Schreine (beide in roten Kartuschen) und sonstige Sehenswürdigkeiten an und gibt weitere Informationen.
Für die Fürsten, die ja auf Grund der Anwesenheitspflicht öfters nach Edo reisen mussten, wurden spezielle Karten angefertigt, auf denen der Ausblick aus der Sänfte nach rechts und links bildlich eingezeichnet war.

### Provinz-Karten
Neben den Japan-karten wurden auch Karten der einzelnen Provinzen produziert. Sie enthalten die Städte als beschriftete Kreise, die Dörfer als beschriftete Ellipsen. Wie aus dem Ausschnitt Edo zu sehen ist, ist zwar die Burg Edo genau definiert, die umgebenen Ortsteile gehören jedoch zu verschiedenen Landkreisen.

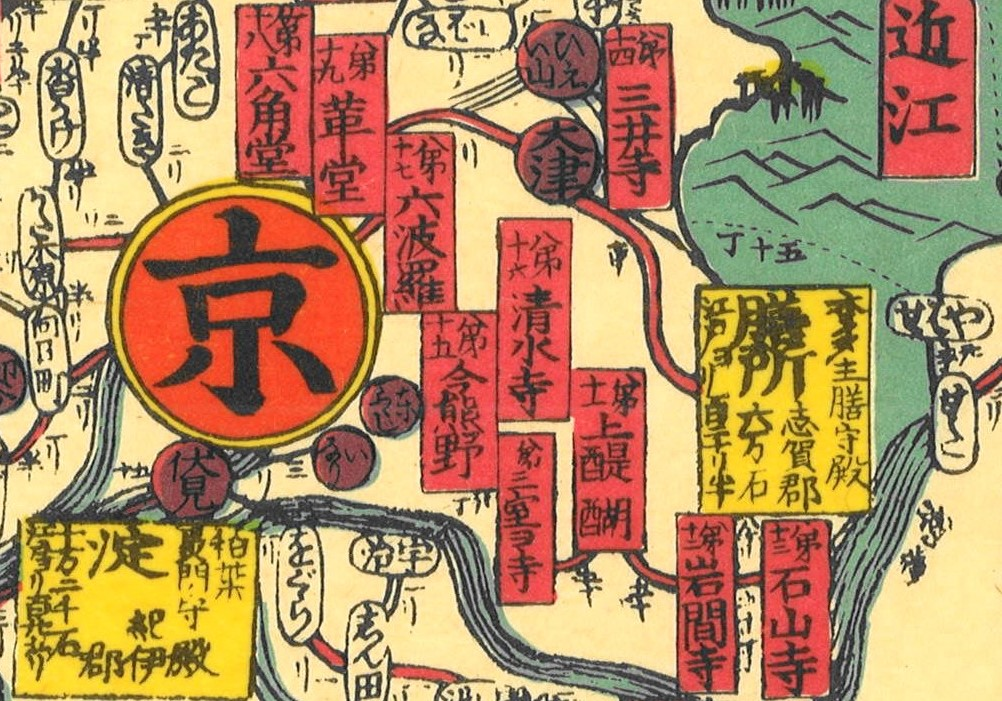
Miyako, Ausschnitt aus der Dōchū-Karte
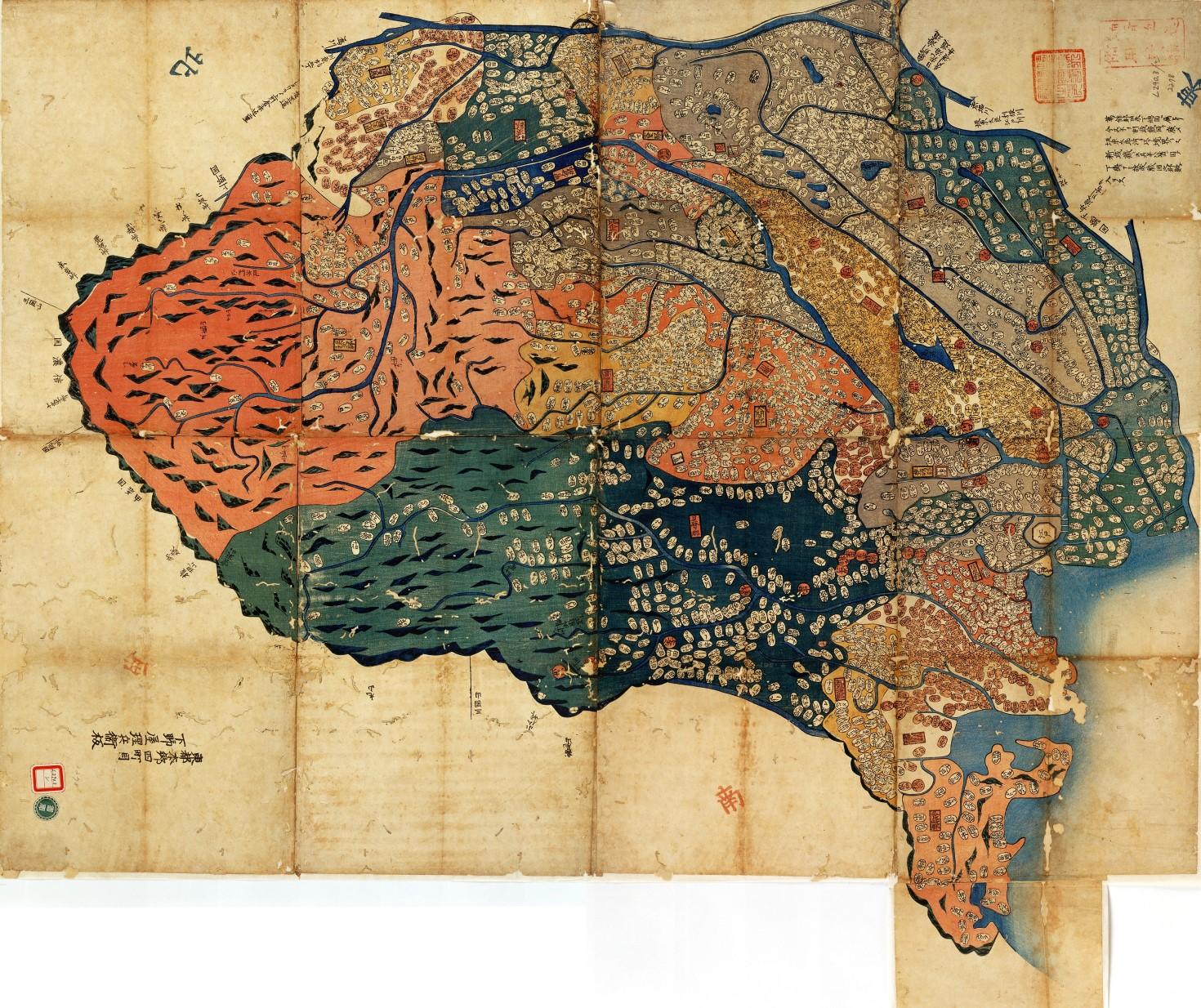
Provinz Musashi
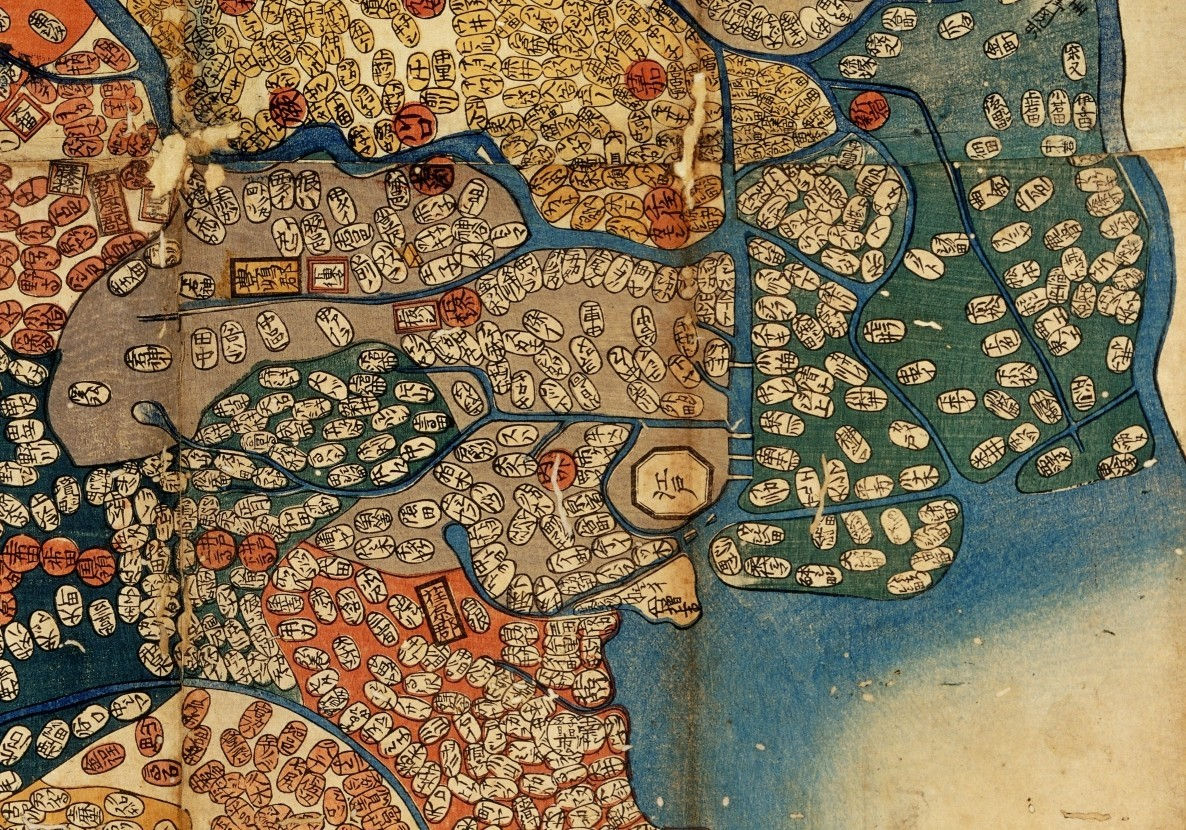
Edo in Musashi

### Stadtpläne
Von den großen Städten Edo, Kyōto und Osaka gab es spätestens in der Edo-Zeit auch Stadtpläne. Während diese für Kyōto und Osaka das gesamte Straßennetz aufweisen, war dies für auf Karten für das ausgedehnte Edo nicht möglich, dienten immerhin zur allgemeinen Orientierung. Diese Edo-Karten sind sehr dekorativ, enthalten zudem oft Entfernungsangaben zu weiteren Orten in Japan. Grundsätzlich ist Westen oben. Grundstücke des Schwertadels sind durch das jeweilige Wappen in Rot gekennzeichnet.
Diese dekorativen Karten waren im Detail nicht sehr genau. Dass es von Edo damals auch genaue Pläne gab, belegt eine circa 3 × 4 m große Edo-Karte Besitz des Mitsui-Bunko: Sie zeigt eine ein exakt vermessenes Edo mit all den Peilrichtungen von erhöhten Punkten aus.

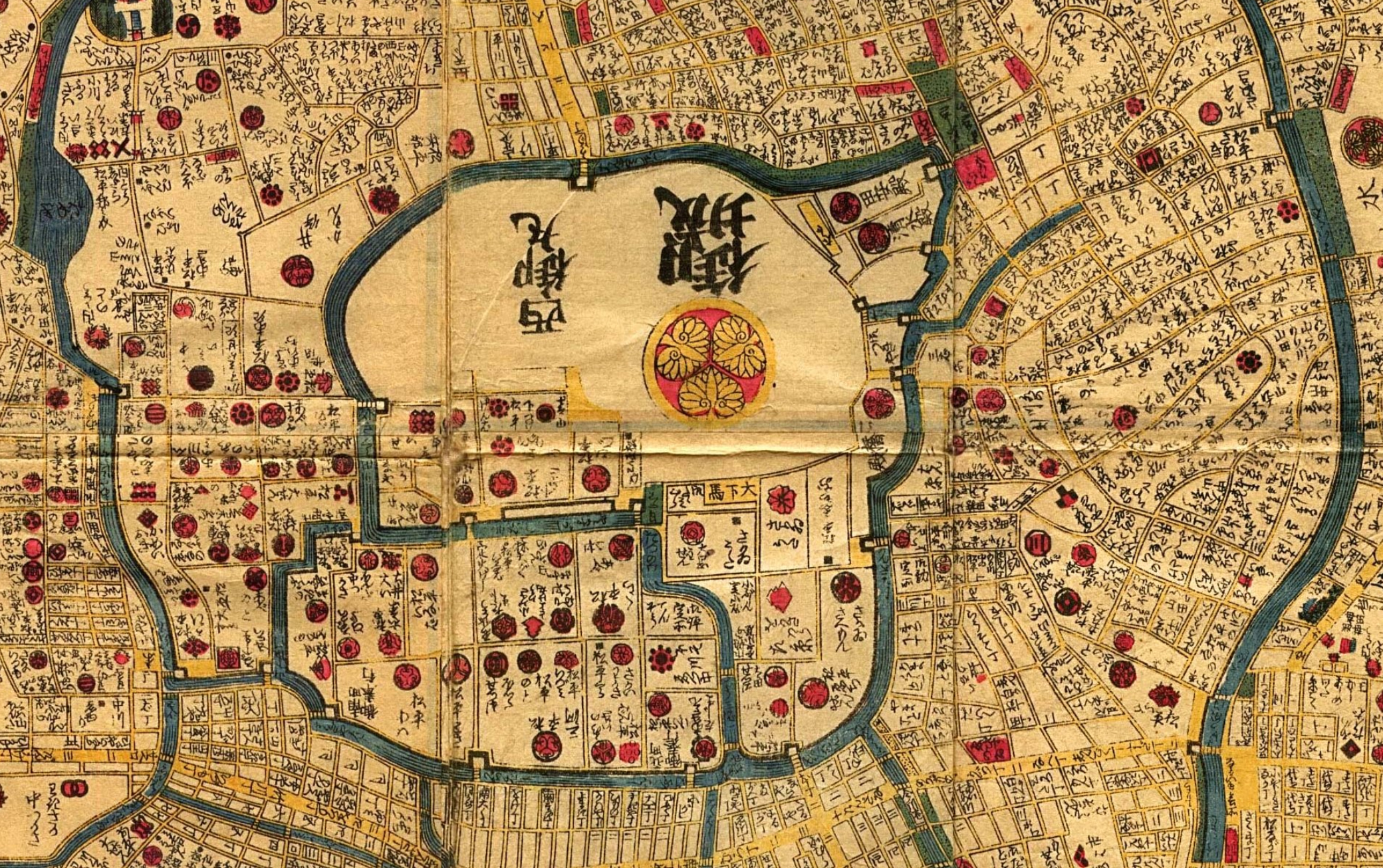
Ausschnitt aus der Edo-Karte von 1847
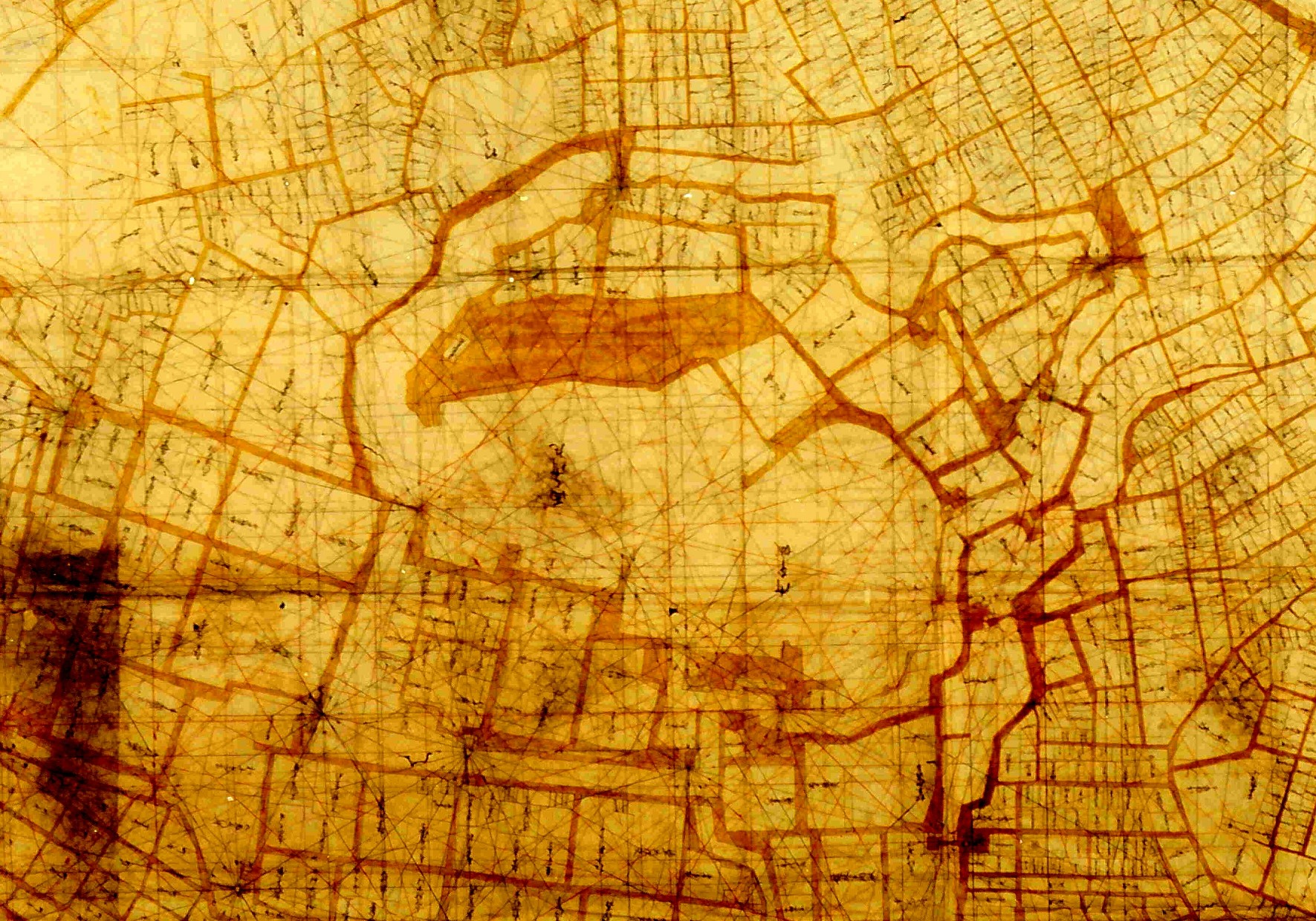
Ausschnitt aus der Edo-karte (Mitsui) ca. 1660

### Stadtteil-Karten
Um sich im weitläufigen Edo zurechtzufinden, konnten Stadtpläne nur eine grobe Orientierung geben. Anfang des 19. Jahrhunderts begannen die Verlage Stadtteilkarten „Kiri-ezu“ (切絵図) herauszugeben, in denen jedes Grundstück verzeichnet war. Ein Satz für die ganze Stadt umfasste bis zu 30 Blättern, die ein wenig überlappten. Jeder Stadtteil war dabei pragmatisch verzerrt in ein Kartenrechteck eingepasst, das sich gut falten ließ.
Die Karten wurden im 6-Farbendruck hergestellt. Sie wiesen die Grundstücke der Daimyō mit Wappen und Namen aus, die der Samurai nur mit Namen. Darüber hinaus enthielten die Karten die Namen der rot eingezeichneten Tempel, Informationen über steile Hangwege, Wachhäuschen und Sperrgitter. Von Zeit zu Zeit erschienen Neuauflagen, bedingt durch Besitzerwechsel und andere Korrekturen.

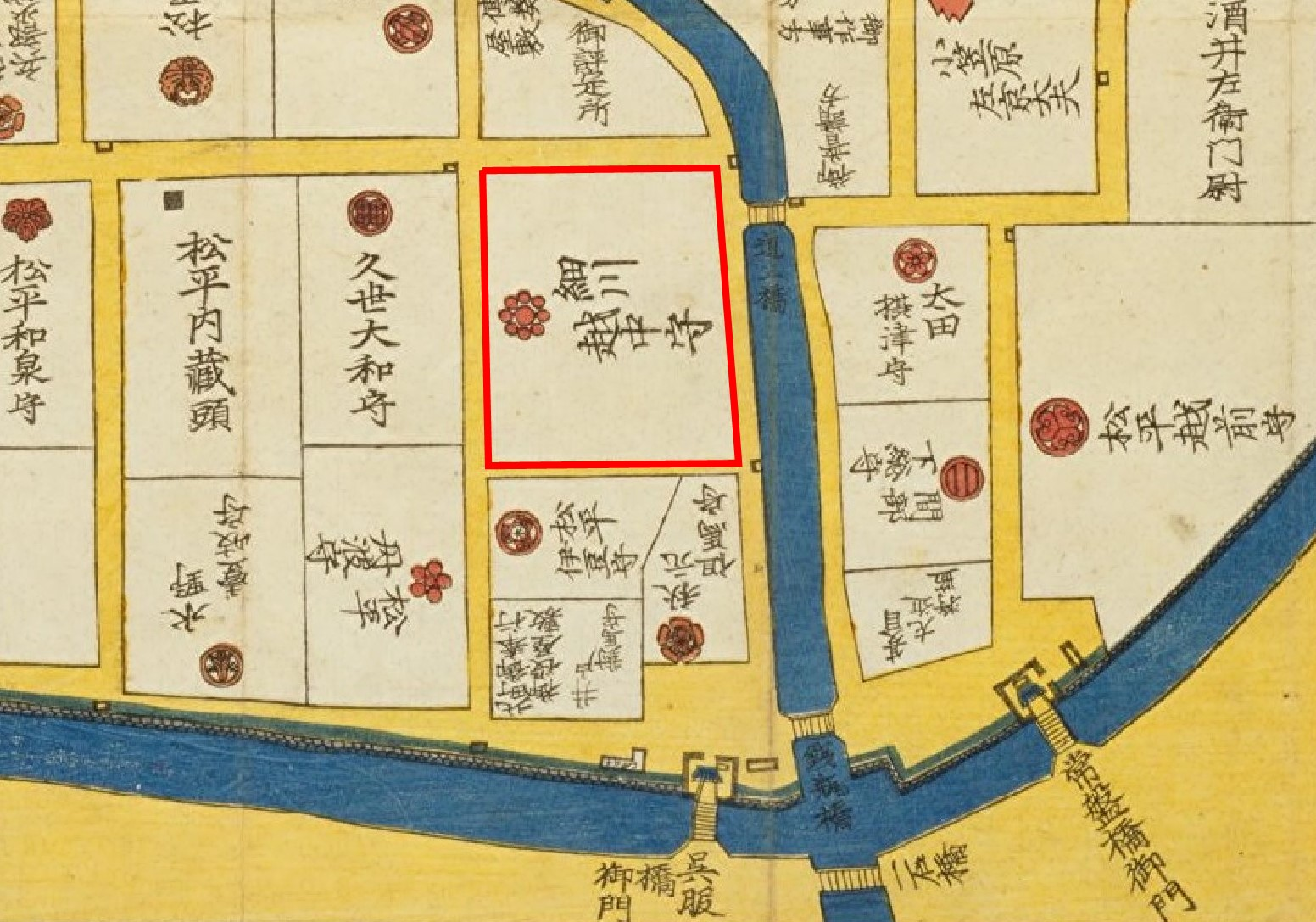
Residenz Hosokawa
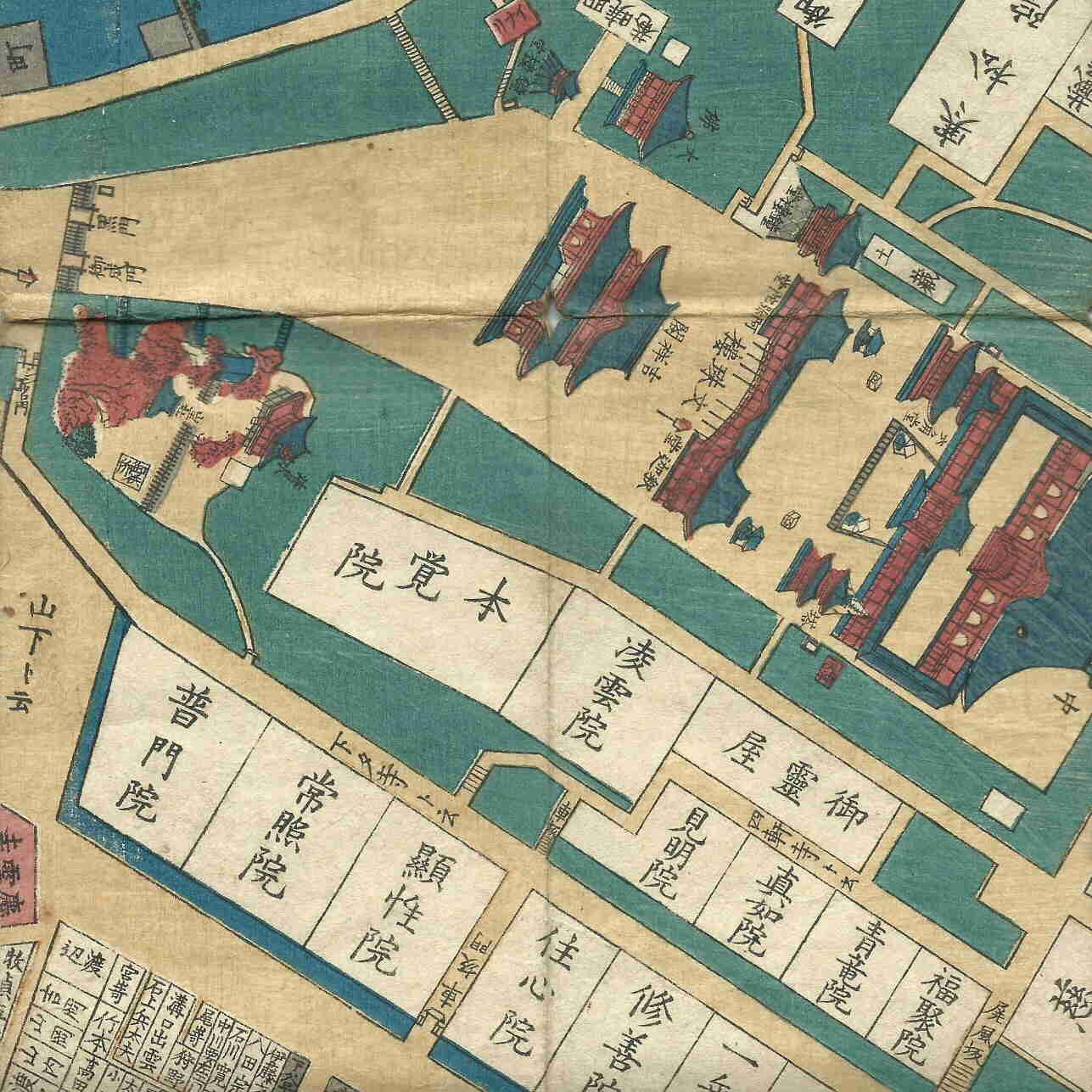
Tempel Kan’ei-ji
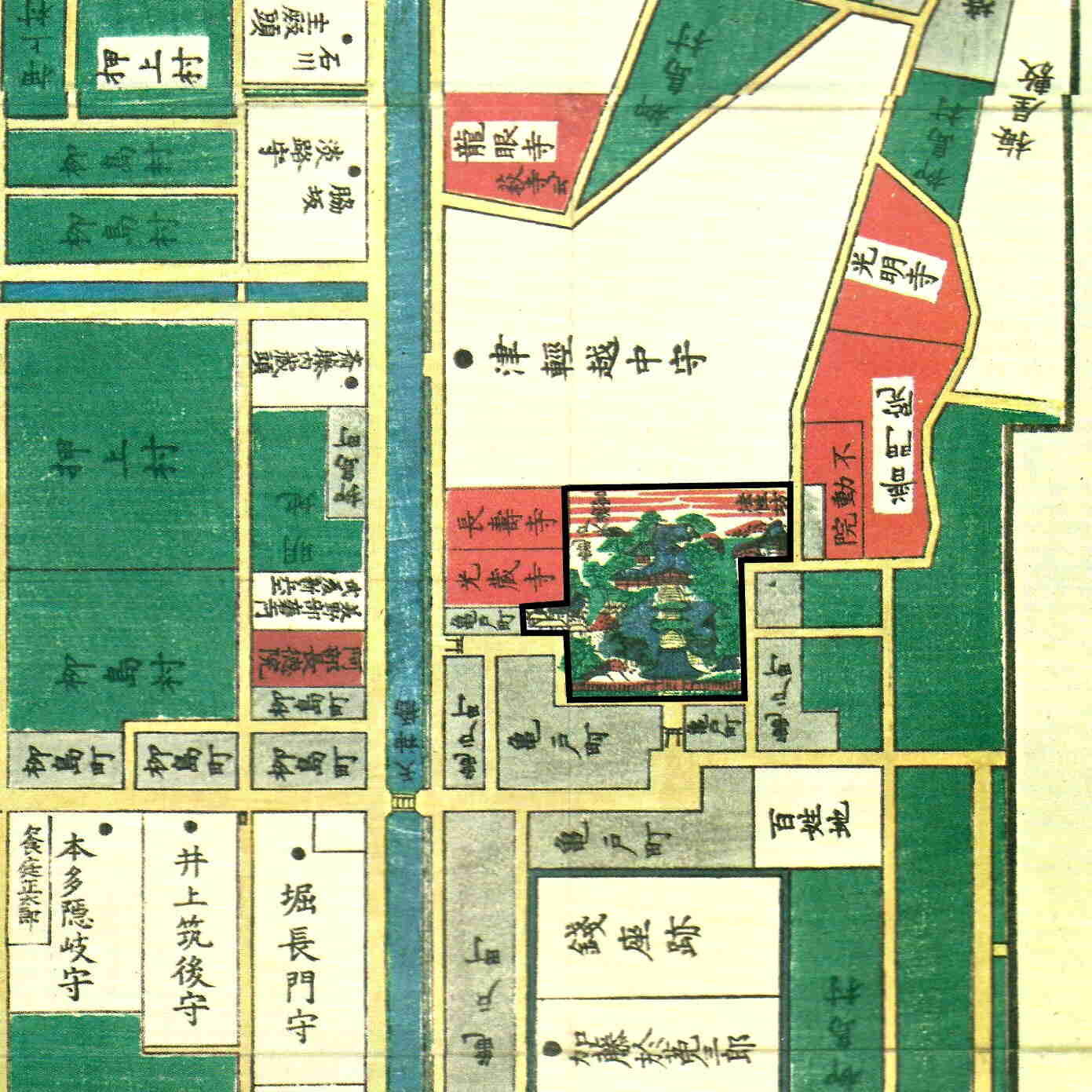
Kameido-Schrein
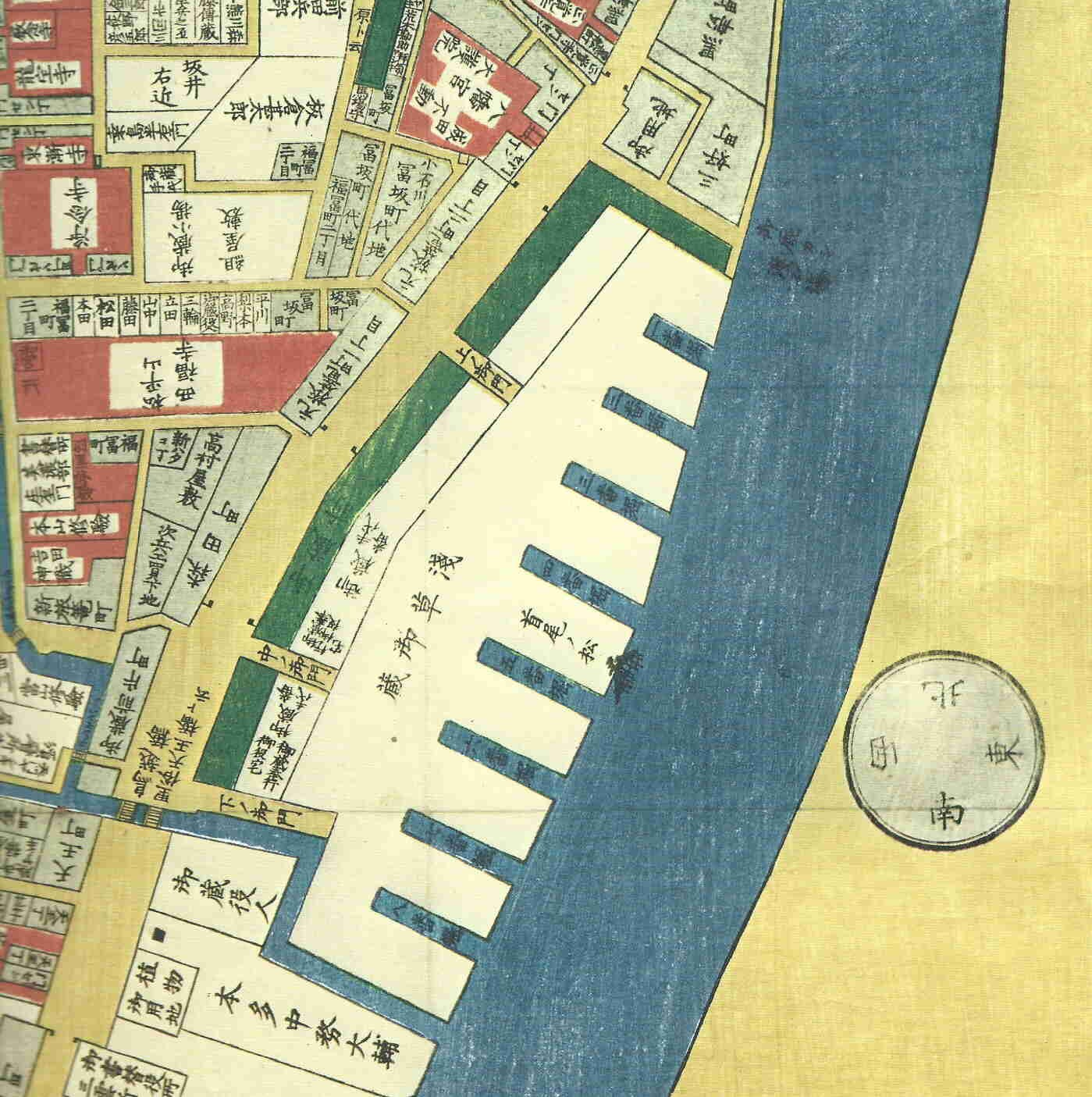
Hafenanlage am Sumida-Fluss

### Weltkarten

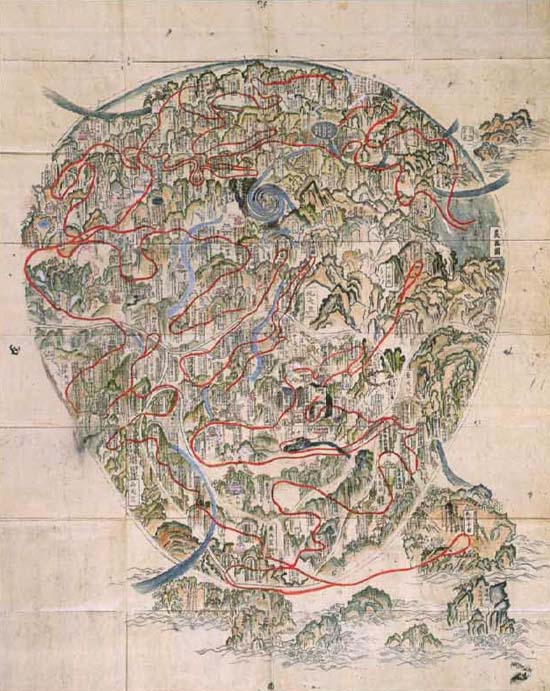
Indische Weltkarte
mit Japan rechts oben am Rand.

Die ersten über Japan hinausgehenden Karten waren die Tenjiku-Karten, wobei Tenjiku (天竺図) ein alter Name für Indien ist. Diese Karten zeigen entsprechend die Welt mit Indien im Mittelpunkt, mit Sri Lanka im Südosten. Sie wurden durch Einzeichnung von Japan am oberen rechten Rand modifiziert. Das Zentrum dieser Welt wurde im Himalaya gedacht. Von ihm gehen die Flüsse Indus und Ganges aus. In diesem Weltbild wurde es nach Norden immer kälter, nach Süden immer heißer, nach Westen wurden die Berge immer höher, nach Osten erstreckte sich die unendliche See.
Mit den Jesuiten kamen um 1600 kamen moderne Weltkarten nach Japan. In China hatte bereits Matteo Ricci im Jahr 1602 eine Weltkarte „Kunyu Wanguo Quantu“ drucken lassen, als sechsteiligen Holzschnitt von erstaunlichen Ausmaßen: sie war anderthalb Meter hoch und dreieinhalb Meter breit. Die nicht-chinesischen Länder und Orte wurden dabei lautgemäß durch chinesische Zeichen wiedergegeben.
Die Weltkarte mit ihren chinesischen Zeichen wurde auch von den Japanern genutzt. Man hielt sich dabei an die dortige Schreibweise. „Berlin“ zum Beispiel wird auf der Karte mit „柏林“  wieder gegeben, was auf Chinesisch als „Bo-lin“ gelesen wird. Japaner würden aber ohne Kenntnis des Zusammenhangs dieses Zeichen oder das ebenfalls verwandte Paar „伯林“ als „Haku-rin“ lesen.

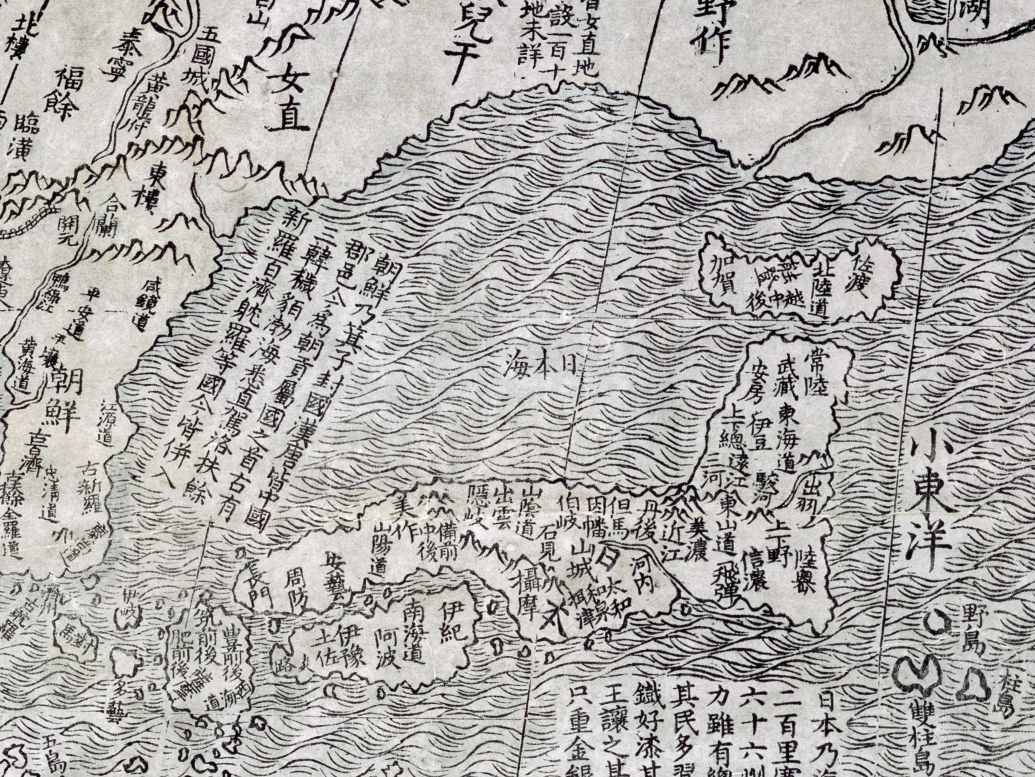
Japan in Riccis Weltkarte
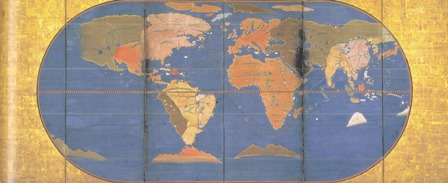
Stellschirm mit westlicher Orientierung
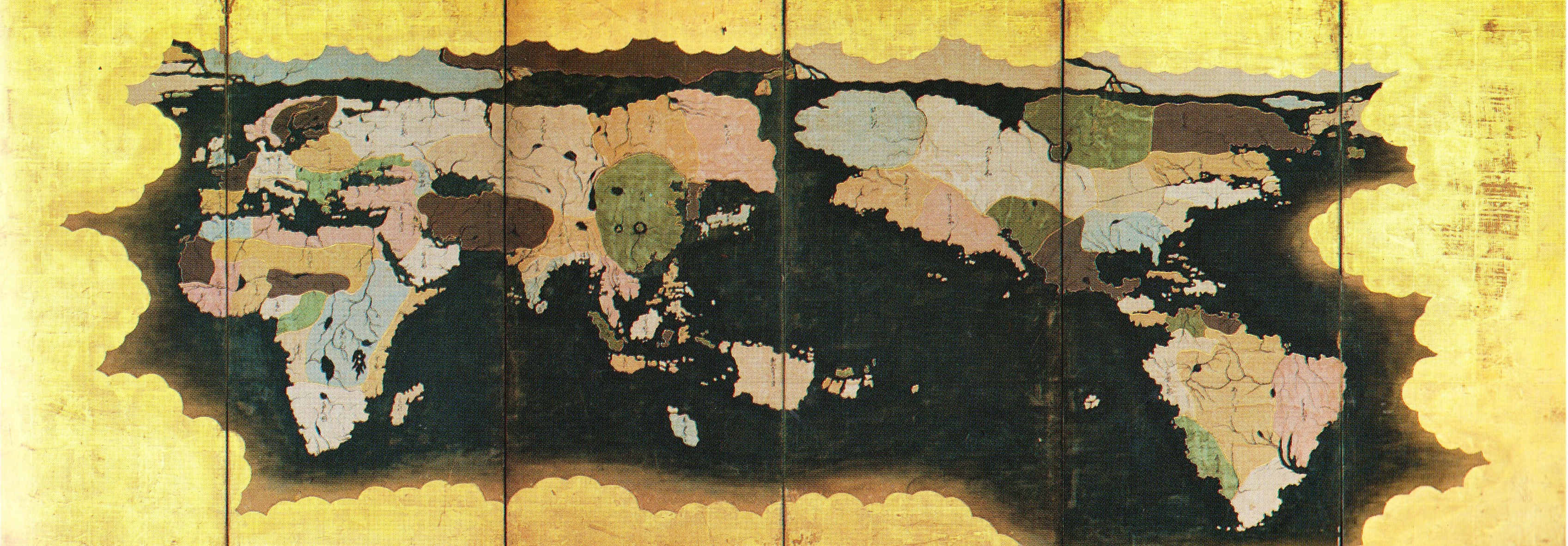
Stellschirm Japan-zentriert

## Kartensammlungen in Japan
Kartensammlungen sind in Archiven, Bibliotheken und Museen in ganz Japan zu finden. Zwei Sammlungen sind besonders bedeutend:
- Die „Namba-Sammlung“ im Stadtmuseum Kōbe. Sie geht auf Namba Matsutarō (南波松太郎; 1894–1995) zurück, der Professor für Schiffsbau an der Universität Tokio war, dazu langjähriger Präsident der „Japan Society for Marine History“. Aus der 4000 Blätter umfassende Sammlung führt der Katalog neben Blättern aus verschiedenen Teilen Japans auf:
  - 196 Weltkarten von der frühen Edo-Zeit bis Anfang der Meiji-Zeit,
  - 298 Karten von Japan; 27 Teilkarten von Japan,
  - 256 Karten von Edo, 201 Karten von Kyōto, 104 Karten von Ōsaka. Am bekanntesten ist das Stellschirm-Paar mit dem Titel „Kon’yo bankoku zenzu“ (坤輿万国全図).
- Die Akioka-Sammlung im Nationalmuseum für Geschichte und Volkskunde Sakura (Chiba) geht auf Akioka Takejirō (秋岡竹次郎; 1895–1975) zurück, der als Professor für Geographie, ebenfalls an der Universität Tokyo, gewirkt hatte. Die Sammlung umfasst über tausend Blätter.

## Rezeption in Europa

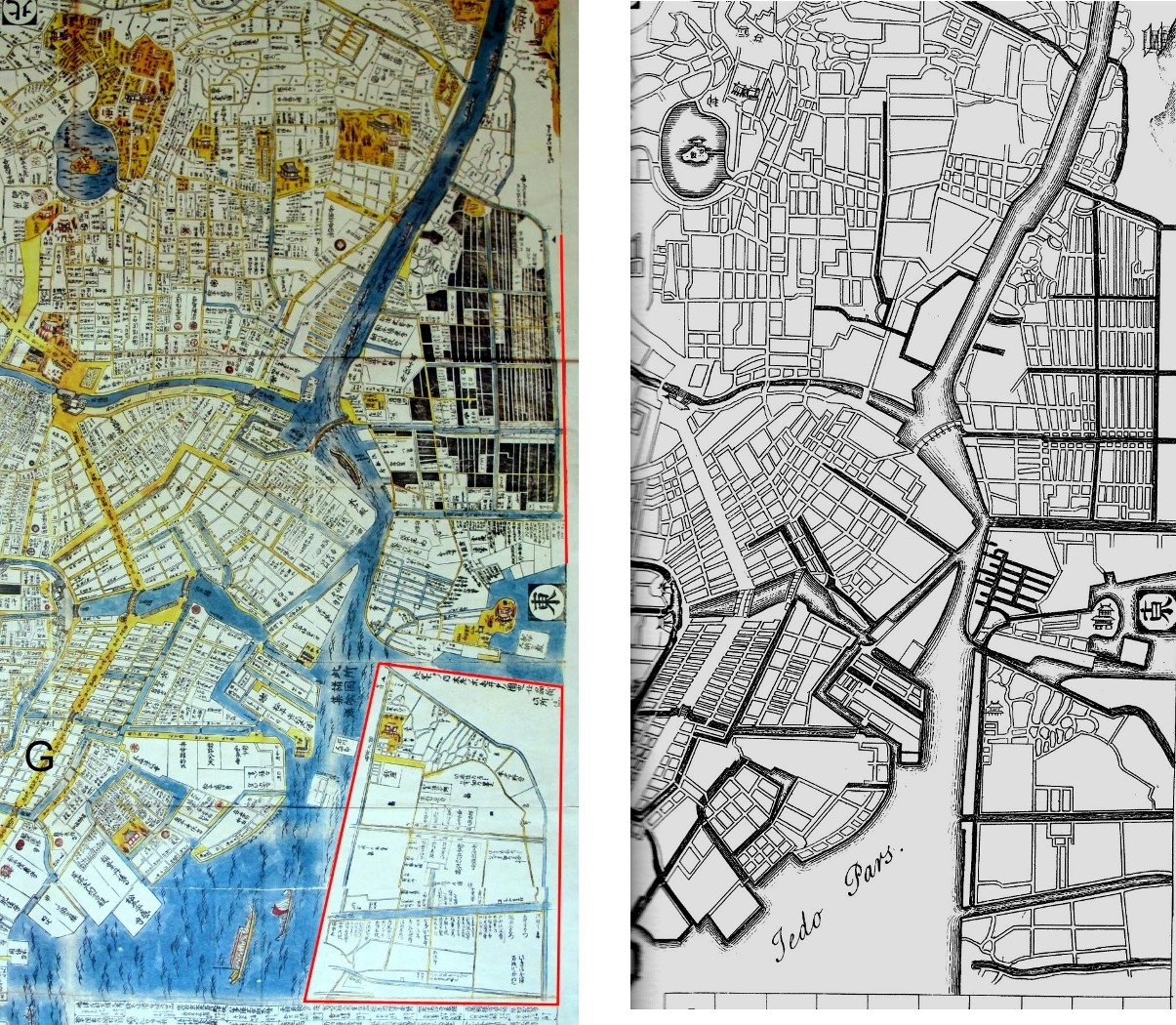
Ostteil von Edo (G = Ginza)
Original und fehlerhafte Umzeichnung

Seit Marco Polo war in Europa die Existenz Japans, damals unter dem Namen „Zipangu“, bekannt, auch seine ungefähre Lage. Nach dem Eintreffen der Portugiesen in Japan kamen Ende des 16. Jahrhunderts detailliertere Japan-Karten nach Europa. Typisch für diese aus japanischen Quellen stammenden Karten ist die Betonung der Ostwest-Richtung mit dem nicht so wichtigen und daher stark verkürzten Nordjapan. Diese Karten wurden dann in Europa kopiert, vervielfältigt und prägten bis in das 19. Jahrhundert das Japan-Bild. Erst Siebold brachte bessere Karten mit: sie waren die ersten wirklich vermessenen Karten Japans und ergaben so ein viel genaueres Bild des Landes.
Zuvor hatte Engelbert Kaempfer von seinem Aufenthalt in Japan 1691/92 nicht nur Karten von Japan, sondern auch von Landesteilen und Städten nach Europa gebracht. Sie kamen nach seinem Tode ins Britische Museum und dienten als Vorlage für die Abbildungen in dem zunächst auf Englisch publizierten enzyklopädischen Werk „History of Japan“ (1727). Bei der Herstellung des Druckplatte des Plans der Stadt Edo unterlief dem Vorzeichner ein Fehler: Der östlichste Stadtteil jenseits des Sumida-Flusses, der meist als ausklappbares Anhängsel an das Kartenblatt rechts angefügt ist, war in diesem Original jedoch an einer freien Stelle, gewissermaßen im Meer, eingefügt. Beim Umsetzen in den Kupferstich wurde dieser Teil als südlich weiter gehende Landmasse aufgefasst und verbunden gezeichnet. Dieser Fehler pflanzte sich dann fort in anderen europäischen Werken, die sich auf die Kaempfer-Ausgabe bezogen.